# Jamie Parslow
Jamie Parslow (* 23. června 1943 Kalifornie, USA) je americký fotograf a umělec, žijící v Oslu.

## Životopis
Parslowe studoval politologii na univerzitě v Berkeley v 60. letech. Později se přestěhoval do New Yorku a fotografoval mimo jiné pro různé hudební časopisy a pro New York International Film Festival.
V roce 1974 se přestěhoval do Norska. Tři roky poté pomáhal založit Fotogalleriet v Oslo, což je výstavní prostor v Møllergatě věnovaný fotografickému umění. V Norsku mimo jiné vyučoval na Národní akademii výtvarných umění, pracoval jako manažer putovních výstav pro Muzeum současného umění a jako profesor ve fotografickém institutu Institutt for fotografi v Bergenu.
Uspořádal řadu výstav doma i v zahraničí. Parslowe je spojen s obrazovou agenturou Samfoto.

## Výstavy
- 1974	American Portraits, ambasáda USA, Oslo.
- 1977	Rain Shadows, 1977. Henie Onstad Kunstsenter.
- 1984	Sketches From A Diary, 1981–84, Fotogalleriet, Oslo.
- 1989	Rain Shadows 1977–89, Union of Polish Art Photographers (ZPAF) Gallery, Krakov, Polsko.
- 1990	Lubitel, Ram Galleri, Oslo.
- 1991	Lubitel, Galleri Paparazzi, Stockholm.
- 1995	Postcards, Bodø Kunstforening.
- 1996	Postcards, Gallery AHO, Arkitekthøgskolen i Oslo.
- 2005	Once Upon A Time, Photographs 1970–2005. Norsk museum for fotografi – Preus fotomuseum, Horten.
- 2009	The Garden, Risør Kunstforening, Risør Internasjonale Fotofestival.